# Kappa Tauri
Kappa Tauri (κ Tau / κ Tauri) è un sistema stellare visibile nella costellazione del Toro, membro dell'ammasso stellare delle Iadi. Il sistema dista approssimativamente 153 anni luce dal Sistema solare.
Le stelle più luminose del sistema, κ1 Tauri e κ2 Tauri, compongono una binaria visuale, separate da una distanza di 5,8 arcominuti, pari circa ad un quarto di anno luce.

Tra di esse, a circa 183 arcosecondi da κ1 Tauri, si trova un'ulteriore stella binaria della nona magnitudine, le cui componenti sono chiamate κ Tauri C (magnitudine +9,5) e κ Tauri D (magnitudine +9,8), separate da una distanza angolare pari a 5,3 arcosecondi.

Infine, sono presenti nel sistema altre due stelle della dodicesima magnitudine, κ Tauri E (magnitudine +11,9) e κ Tauri F (magnitudine +12,2); la prima a 136 arcosecondi da κ1 Tauri, la seconda a 340 arcosecondi da κ2 Tauri.

## κ1Tauri
κ1 Tauri o κ Tauri A, la stella più brillante del sistema, è una subgigante bianca di classe A, che dista 153 anni luce (circa 47,015 parsec) dal nostro Sole. Sono state osservate alcune variazione della sua luminosità e la stella è stata classificata come un variabile Delta Scuti. La luminosità di κ1 Tauri è pari a 34 volte la luminosità solare. Misure della temperatura superficiale indicano un valore di 8290 K. Il raggio stellare corrisponde a 2,9 raggi solari e la massa è stata stimata in 2,2 volte la massa solare.

Appare come un oggetto di magnitudine +4,21.

## κ2Tauri
κ2 Tauri o κ Tauri B è una stella nana di colore bianco, anch'essa di classe A.  Dista 144 anni luce (circa 44,15 parsec) dal nostro Sole. Anche κ2 Tauri è classificata come variabile δ Scuti. È leggermente più fredda della compagna, con una temperatura superficiale di 7600 K. La sua luminosità è pari a 13 volte quella solare; il suo raggio è 2,1 volte quello solare e la sua massa è pari a circa 1,8 volte la massa solare.

Appare come un oggetto di magnitudine +5,27.